# Archiwum Państwowe w Siedlcach
Archiwum Państwowe –  archiwum państwowe w Siedlcach na ul. Tadeusza Kościuszki, ul. Stanisława Konarskiego i ul. Biskupa Ignacego Świrskiego. Znajduje się w budynku dawnych stajni pałacu Ogińskich. Gromadzi dokumenty z historii Podlasia i Mazowsza.
Budynek archiwum wpisany jest jako zabytek A-37/193 z 18.11.1959 r. oraz A-501/411 z 02.07.1992 r..

## Historia
Budynek wzniesiono w połowie XVII w., jako książęcą stajnię Aleksandry Ogińskiej. Po przebudowie w latach 1841–1844 służył carskim urzędnikom (pałac w tym czasie służył jako siedziba gubernatora).
W 1950 r. budynek przy ul. Biskupa Ignacego Świrskiego (dawniej ul. 1 maja) adoptowano na potrzeby Archiwum Państwowego i Urzędu Gminy. W latach 1950–1952 archiwum jako „Oddział Powiatowy Archiwum w Siedlcach” podlegało Archiwum Akt Nowych w Warszawie. Następnie przemianowane na „Powiatowe Archiwum Państwowe w Siedlcach” w latach 1953–1957 podlegało pod Wojewódzkie Archiwum Państwowe w Warszawie. W latach 1957–1964 archiwum podlegało Archiwum Państwowemu Miasta Stołecznego Warszawy i Województwa Warszawskiego, a w latach 1964–1976 zostało przemianowane na „Oddział Terenowy w Siedlcach Archiwum Państwowego Miasta Stołecznego Warszawy i Województwa Warszawskiego”. 
W 1975 r. w roku powstania województwa siedleckiego, archiwum przemianowano na „Wojewódzkie Archiwum Państwowe w Siedlcach”. W 1983 r. ostatecznie zmieniono nazwę na „Archiwum Państwowe w Siedlcach”.
W maju 2001 r. Urząd Gminy przeniósł się do nowego budynku na ul. Mieczysława Asłanowicza, a archiwum przejęło całą budowlę na własność.

## Zasób
Głównym zasobem archiwum są akta pochodzące z XIX i XX wieku. Szczególną wartość mają dokumenty wytworzone przez carską administrację, w tym akta Siedleckiego Gubernialnego Zarządu Żandarmerii z lat 1876–1914 oraz aparatów żandarmerii dla powiatów: siedleckiego, sokołowskiego i węgrowskiego z lat 1900–1915.
Zasięg działania archiwum obejmuje powiaty: garwoliński, łukowski, miński, siedlecki, sokołowski i węgrowski, a częściowo także powiaty otwocki i wołomiński.